# Canton de Limoges-Émailleurs
Le canton de Limoges-Émailleurs est une ancienne division administrative française située dans le département de la Haute-Vienne et la région Nouvelle-Aquitaine. À la suite du redécoupage cantonal de 2014, le canton est fondu dans ceux de Limoges-6, Limoges-8 et Limoges-9.

## Histoire
Le canton a été créé en 1973.

## Représentation
| Période | Période | Identité                  | Étiquette            | Qualité |
| ------- | ------- | ------------------------- | -------------------- | --- |
| 1973    | 1998    | Pierre Baillot-d'Estivaux | RI puis RPR puis DVD | Gérant d'entreprise Conseiller régional Conseiller municipal de Limoges (1983-1989 et 1995-2001)                                                                              |
| 1998    | 2015    | Raymond Archer            | UMP                  | Enseignant Conseiller régional (1986-2015), Conseiller municipal de Limoges (1995-2001) Suppléant du député Alain Marsaud (2002-2007) Elu en 2015 dans le Canton de Limoges-6 |

## Composition
Le canton de Limoges-Émailleurs groupe une fraction de communes et compte 15 367 habitants au recensement de 2010.
| Communes | Population (2012) | Code postal | Code Insee |
| -------- | ----------------- | ----------- | ---------- |
| Limoges  | 15 367            | 87000       | 87085      |

## Démographie
| 1962 | 1968 | 1975 | 1982 | 1990 | 1999   | 2006   | 2010   |
| ---- | ---- | ---- | ---- | ---- | ------ | ------ | ------ |
| -    | -    | -    | -    | -    | 15 442 | 14 950 | 15 367 |